# Clathrus ruber
O Clathrus ruber, também comummente conhecido como clatro-vermelho, gaiola-de-bruxa ou lanterna-das-bruxas, é um cogumelo com forma arredondada e aspeto rendilhado. Quando maduro, tem cor vermelha muito vistosa e exala um odor nauseabundo. 

## Habitat
Junto de restos de materiais lenhosos, prados e pastagens. É encontrado em regiões frias e húmidas, como no húmus de florestas e em matas fechada próximas a riachos ou lagos.

### Portugal
É uma espécie pouco frequente, que frutifica na Primavera e no Outono.

## Descrição
Antes da abertura da volva, apresenta uma forma de ovo com um interior gelatinoso e uma cor esbranquiçada. Após a abertura, converte-se num recetáculo vermelho ou alaranjado em forma de malha poligonal esponjosa. Observa-se uma significativa variabilidade da altura desta espécie, que atinge entre 8 e 20 cm. A gleba escura e com odor fétido recobre a superficie interior do recetáculo. A zona basal do recetáculo encontra-se rodeada de uma volva branca e cordões miceliares. A dispersão dos esporos, com dimensões de 5–6 x 1,7–2 µm, é feita pelo vento ou pelas moscas e outros insectos, atraídos pelo forte odor a carne putrefacta.